# Биспем, Дэвид Скалл
Дэвид Скалл Биспем, ошибочно Бисфем (англ. David Scull Bispham; 5 января 1857, Филадельфия, США — 2 октября 1921, Нью-Йорк) — американский певец (баритон).

## Биография
Родился в семье квакеров. В молодые годы выступал в родном городе, хотя и не получил систематического музыкального образования. В 1885 году отправился учиться в Европу, занимался во Флоренции у Луиджи Ваннуччини и в Милане у Франческо Ламперти. В 1891 году выдержал конкурс из почти 50 претендентов на исполнение одной из главных партий, герцога Лонгевиля, в лондонской премьере оперы Андре Мессаже «Судейский мир» («Базош»). В следующем году выступил в театре Друри-Лейн в партии Курвенала («Тристан и Изольда» Рихарда Вагнера, дирижёр Густав Малер), затем подписал контракт с театром Ковент-Гарден, где выступал несколько сезонов.
В 1896 году вернулся в США и 18 ноября дебютировал в Метрополитен Опера. Выступал на главной оперной сцене Нью-Йорка до 1903 году, преимущественно в вагнеровских партиях. Затем посвятил себя камерным концертам: специализировался на песнях Бетховена, Шуберта и Шумана, пропагандируя их исполнение в переводе на английский язык (Биспем был убеждён, что петь надо на родном языке публики). В 1916 году вернулся на оперную сцену в постановке моцартовского «Директора театра» в английском переводе; огромный успех постановки привёл к созданию Биспемом, Уильямом Хиншоу и несколькими другими солистами частной антрепризы «Общество американских певцов» (англ. The Society of American Singers). Вновь выступал в оперных партиях до конца жизни.
В память о Биспеме американским оперным композиторам присуждается Мемориальная медаль Биспема.